# Ronde van de Isard
De Ronde van de Isard (Frans Ronde de l'Isard (d'Ariège) of Tour de l'Isard (d'Ariège) is een wielerwedstrijd die jaarlijks wordt verreden in het zuidwesten van Frankrijk. Alleen renners tot en met 23 jaar oud mogen deelnemen aan de etappekoers. De Ronde van de Isard telt vier etappes die de renners doorheen het departement Ariège in de regio Occitanie loodsen. De isard is een in de Pyreneeën voorkomende gemzensoort. De wedstrijd werd in 1977 voor het eerst georganiseerd en in het begin was deelname alleen voorbehouden voor Franse ploegen, vijf jaar later werden ook niet-Franse ploegen toegelaten. De wedstrijd werd door de Internationale Wielerunie geclassificeerd als wedstrijd van de 2.2U categorie.

## Lijst van winnaars

### Overwinningen per land
| Overwinningen | Land                                                        |
| ------------- | ----------------------------------------------------------- |
| 16            | Frankrijk                                                   |
| 5             | België                                                      |
| 4             | Colombia                                                    |
| 3             | Duitsland, Italië, Rusland                                  |
| 2             | Verenigd Koninkrijk, Nederland, Verenigde Staten            |
| 1             | Ierland, Litouwen, Noorwegen, Spanje, Tsjechië, Zwitserland |